# Акракамані
Акракамані (сер. I ст. до н. е.) — цар (коре) Куша.

## Життєпис
Про батька та попередника нічого невідомо. Знано лише ім'я його матері — Найтал. Втім батько Акракамані напевне походив з іншої гілки, ніж попередній відомий цар Накрінсан та його спадкоємець, що були поховані в Мерое. відомий попередник Акракамані, що був напевне батьком того, вперше серед кушитських царів похований у Джебель-Баркал (піраміда № 1).
Відомий єдиним демотичним написом із храму Дакки; датування цього є сумнівним, але здається ймовірним, що це було зроблено, коли Нижня Нубія, де стоїть церква Дакки, була під владою Мерое.
Низка дослідників припускає, що Акракамані панував у 29—25 роках до н. е. Проте це є дещо сумнівним, з огляду на подальших правителів та розвиток подій. Відомо, що між 40 та 26 роками панувала цариця Аманірена, який передував Терітека. Відповідно до цього сам Акракамані панував приблизно в 50-х роках до н. е.
Поховано в Джебель-Баркалі, чим продовжено традицію його попередника.